# Reginald Douglas
Pour les articles homonymes, voir Douglas.
Reginald "Reggie" Douglas, né le 13 juillet 1977, est un coureur cycliste christophien.

## Biographie
Reginald Douglas dispute sa première course à l'âge de 20 ans en VTT. Il se consacre ensuite au triathlon, puis au cyclisme sur route à partir de 2004.
En 2009, Douglas remporte la course en ligne et le contre-la-montre des championnats kititiens. Il  est sélectionné en septembre pour participer au championnat du monde du contre-la-montre. Il termine 65e, devant son compatriote James Weekes. Il devient cette année-là pour la deuxième fois de suite sportif kititien de l'année.
En 2010, double champion national pour la deuxième fois de suite, il prend à nouveau part au championnat du monde du contre-la-montre qu'il finit 41e, devant James Weekes.

## Palmarès
- 2006
  -  Champion de Saint-Christophe-et-Niévès sur route
- 2007
  -  Champion de Saint-Christophe-et-Niévès sur route
  - 1re (contre-la-montre) et 2e étapes du TNTC Race Weekend
  - 2e du championnat de Saint-Christophe-et-Niévès du contre-la-montre
- 2009
  -  Champion de Saint-Christophe-et-Niévès sur route
  -  Champion de Saint-Christophe-et-Niévès du contre-la-montre
- 2010
  -  Champion de Saint-Christophe-et-Niévès sur route
  -  Champion de Saint-Christophe-et-Niévès du contre-la-montre
  - Independence Day Road Race :
    - Classement général
    - 2e étape
- 2011
  -  Champion de Saint-Christophe-et-Niévès sur route
  - Tourism Week Bike Race
  - 2e du championnat de Saint-Christophe-et-Niévès du contre-la-montre
- 2012
  -  Champion de Saint-Christophe-et-Niévès du contre-la-montre
  - Mother's Day Race
  - 2e du championnat de Saint-Christophe-et-Niévès sur route

## Distinctions
- Sportif kititien de l'année : 2008 et 2009[3]